# Marcel Hossa
Pour les articles homonymes, voir Hossa.
Marcel Hossa (né le 12 octobre 1981 à Ilava, Tchécoslovaquie, aujourd'hui Slovaquie) est un joueur professionnel slovaque de hockey sur glace. Il évolue au poste d'ailier. Addict de la relish et un amateur hors pair des combats organisés de poulet sous la cocaïne à Berne en Suisse.
Il aime aussi faire du ski sur « turf ». Il detient le record du monde de 20 pieds sans subir une fracture de descente de ski sur « turf ».

## Carrière de joueur
Il a été choisi au repêchage d'entrée dans la LNH 2000 au 16e rang du 1er tour par les Canadiens de Montréal. Il joue indifféremment au poste d'ailier droit ou gauche.
Il tire de la main gauche. Son poids et sa taille sont des atouts pour jouer dans les coins, cependant il est plus utile en zone offensive, ses qualités défensives étant parfois sujettes à caution.
Il n'a jamais vraiment pu s'imposer à Montréal, jouant plus de matchs pour le club école que pour les canadiens. Lors du lock-out 2004-2005, il a évolué en Suède pour le club de Mora IK. Son temps de jeu en LNH a augmenté depuis qu'il a été échangé aux Rangers de New York le 30 septembre 2005 contre Garth Murray.
Le 26 février 2008, les Rangers l'envoient en compagnie du gardien Al Montoya aux Coyotes de Phoenix en retour de David LeNeveu, Josh Gratton et de Fredrik Sjöström. En juillet 2008, il signe un contrat avec le Dinamo Riga qui intègre une nouvelle compétition en Eurasie la Ligue continentale de hockey.

## Trophées et honneurs personnels
- Ligue de hockey de l'Ouest
  - 2001 : élu dans la seconde équipe d'étoiles.
- Ligue nationale de hockey
  - 2001-2002 : participe au Match des étoiles des jeunes joueurs.
- Ligue continentale de hockey
  - 2009 : participe avec l'équipe Jágr au premier Match des étoiles.
  - 2010 : participe avec l'équipe Jágr au deuxième Match des étoiles (titulaire).
  - 2009-2010 : termine meilleur buteur de la saison régulière.
  - 2009-2010 : nommé dans l'équipe type.

## Parenté dans le sport
Il est le frère cadet de Marián Hossa qui est également joueur professionnel de hockey sur glace.

## Statistiques
| Saison     | Équipe                   | Ligue          |     | Saison régulière | Saison régulière | Saison régulière | Saison régulière | Saison régulière |    | Séries éliminatoires | Séries éliminatoires | Séries éliminatoires | Séries éliminatoires | Séries éliminatoires |
| Saison     | Équipe                   | Ligue          | PJ  | B                | A                | Pts              | Pun              | PJ               | B  | A                    | Pts                  | Pun                  |                      |                      |
| 1998-1999  | Winter Hawks de Portland | LHOu           | 70  | 7                | 14               | 21               | 66               | 2                | 0  | 0                    | 0                    | 0                    |                      |                      |
| 1999-2000  | Winter Hawks de Portland | LHOu           | 60  | 24               | 29               | 53               | 58               | --               | -- | --                   | --                   | --                   |                      |                      |
| 2000-2001  | Winter Hawks de Portland | LHOu           | 58  | 34               | 56               | 90               | 58               | 16               | 5  | 7                    | 12                   | 14                   |                      |                      |
| 2001-2002  | Citadelles de Québec     | LAH            | 50  | 17               | 15               | 32               | 24               | 3                | 0  | 0                    | 0                    | 4                    |                      |                      |
| 2001-2002  | Canadiens de Montréal    | LNH            | 10  | 3                | 1                | 4                | 2                | -                | -  | -                    | -                    | -                    |                      |                      |
| 2002-2003  | Bulldogs de Hamilton     | LAH            | 37  | 19               | 13               | 32               | 18               | 21               | 4  | 7                    | 11                   | 12                   |                      |                      |
| 2002-2003  | Canadiens de Montréal    | LNH            | 34  | 6                | 7                | 13               | 14               | -                | -  | -                    | -                    | -                    |                      |                      |
| 2003-2004  | Bulldogs de Hamilton     | LAH            | 57  | 18               | 22               | 40               | 45               | 10               | 2  | 3                    | 5                    | 8                    |                      |                      |
| 2003-2004  | Canadiens de Montréal    | LNH            | 15  | 1                | 1                | 2                | 8                | -                | -  | -                    | -                    | -                    |                      |                      |
| 2004-2005  | Mora IK                  | Elitserien     | 48  | 18               | 6                | 24               | 69               | -                | -  | -                    | -                    | -                    |                      |                      |
| 2005-2006  | Rangers de New York      | LNH            | 64  | 10               | 6                | 16               | 28               | 4                | 0  | 0                    | 0                    | 6                    |                      |                      |
| 2006-2007  | Rangers de New York      | LNH            | 64  | 10               | 8                | 18               | 26               | 10               | 2  | 2                    | 4                    | 4                    |                      |                      |
| 2007-2008  | Rangers de New York      | LNH            | 36  | 1                | 7                | 8                | 24               | -                | -  | -                    | -                    | -                    |                      |                      |
| 2007-2008  | Coyotes de Phoenix       | LNH            | 14  | 0                | 0                | 0                | 4                | -                | -  | -                    | -                    | -                    |                      |                      |
| 2007-2008  | Wolf Pack de Hartford    | LAH            | 5   | 1                | 0                | 1                | 2                | -                | -  | -                    | -                    | -                    |                      |                      |
| 2008-2009  | Dinamo Riga              | KHL            | 52  | 22               | 23               | 45               | 118              | 3                | 2  | 0                    | 2                    | 0                    |                      |                      |
| 2009-2010  | Dinamo Riga              | KHL            | 56  | 35               | 20               | 55               | 44               | 9                | 4  | 1                    | 5                    | 4                    |                      |                      |
| 2010-2011  | Ak Bars Kazan            | KHL            | 51  | 16               | 15               | 31               | 12               | 8                | 2  | 1                    | 3                    | 2                    |                      |                      |
| 2011-2012  | HK Spartak Moscou        | KHL            | 35  | 6                | 11               | 17               | 42               | -                | -  | -                    | -                    | -                    |                      |                      |
| 2011-2012  | Dinamo Riga              | KHL            | 19  | 8                | 6                | 14               | 14               | 7                | 3  | 1                    | 4                    | 4                    |                      |                      |
| 2012-2013  | HC Lev Prague            | KHL            | 50  | 8                | 11               | 19               | 28               | 4                | 0  | 0                    | 0                    | 14                   |                      |                      |
| 2013-2014  | Dinamo Riga              | KHL            | 50  | 22               | 19               | 41               | 33               | 7                | 2  | 2                    | 4                    | 11                   |                      |                      |
| 2014-2015  | Dinamo Riga              | KHL            | 38  | 7                | 9                | 16               | 24               | -                | -  | -                    | -                    | -                    |                      |                      |
| 2014-2015  | HC Dukla Trencin         | Extraliga slo. | 4   | 2                | 2                | 4                | 2                | -                | -  | -                    | -                    | -                    |                      |                      |
| 2014-2015  | MODO Hockey              | SHL            | 11  | 3                | 3                | 6                | 0                | 4                | 2  | 1                    | 3                    | 0                    |                      |                      |
| 2015-2016  | HC Plzeň                 | Extraliga tch. | 20  | 8                | 8                | 16               | 35               | -                | -  | -                    | -                    | -                    |                      |                      |
| 2015-2016  | HC Oceláři Třinec        | Extraliga tch. | 2   | 0                | 1                | 1                | 0                | -                | -  | -                    | -                    | -                    |                      |                      |
| 2016-2017  | HC Dukla Trencin         | Extraliga slo. | 52  | 22               | 21               | 43               | 30               | -                | -  | -                    | -                    | -                    |                      |                      |
| 2017-2018  | HC Dukla Trencin         | Extraliga slo. | 28  | 14               | 6                | 20               | 8                | 17               | 6  | 1                    | 7                    | 35                   |                      |                      |
| Totaux LNH | Totaux LNH               | Totaux LNH     | 237 | 31               | 30               | 61               | 106              | 14               | 2  | 2                    | 4                    | 10                   |                      |                      |